# Rock Imperium Festival
Rock Imperium Festival es un festival dedicado a la música heavy metal y al rock duro en Cartagena, que se celebra anualmente desde 2022 generalmente durante el mes de junio. Concretamente en el Parque de la Cuesta del Batel de Cartagena (Región de Murcia).

## Historia
El festival cuenta ya con cuatro ediciones celebradas: (I)-2022 con Scorpions como cabezas de cartel, (II)-2023 con Kiss, Deep Purple o Helloween como principales bandas; (III)-2024, con Judas Priest, Extreme, Yngwie Malmsteen o Avantasia, entre otras bandas punteras; (IV)-2025: King Diamond, Scorpions, Till Lindemann, In Flames, Airbourne y The Cult, entre muchas otras. 
Y está confirmada ya la quinta edición en 2026.

## Ediciones

### 2022 ( I edición )
La primera edición tuvo lugar los días 24 y 25 de junio de 2022 en Cartagena (España) y congregó en torno a 40.000 personas en sus dos jornadas. Contó con bandas como Scorpions, Whitesnake (que acabó cancelando su actuación), Avantasia, Black Label Society, Doro o Europe.

### 2023 ( II edición )
La icónica e influyente formación estadounidense KISS, una de las bandas de rock más grandes de todos los tiempos, ofreció su despedida de los escenarios con una fecha única en España. Rock Imperium Festival crece y se extiende durante tres jornadas, los días 23, 24 y 25 de junio, incorporando 37 nuevas bandas a un ya de por sí nutrido line-up que incluye a cabezas de cartel de primer orden como Deep Purple o Helloween.

### 2024 ( III edición )
El festival pasó de ser de tres días a cuatro. Tuvo lugar los días 19, 20, 21 y 22 de junio de 2024. De nuevo en Parque El Batel de Cartagena y contó con bandas como Judas Priest, Extreme, Yngwie Malmsteen, Avantasia, entre otras.

### 2025 ( IV edición )
El festival volvió a tener cuatro días (26, 27, 28 y 29 de junio de 2025) con sólo dos escenarios principales y menor número de grupos al eliminarse el tercer escenario. De nuevo se ubicó en el Parque El Batel de Cartagena y contó como bandas principales con Airbourne, King Diamond, el regreso a la ciudad de Scorpions, Stryper, The Cult, Blind Guardian, Till Lindemann, In Flames y muchas bandas más.

### 2026 ( V edición )
El festival tendrá de nuevo tres días por primera vez en el mes de julio (3, 4 y 5 de julio) en la misma ubicación que en ediciones anteriores.